# Gara Lisabona-Oriente
Gara Lisabona-Oriente (în portugheză Estação de Lisboa–Oriente sau Estação Ferroviária do Oriente), cunoscută și sub denumirile de Gara Intermodală din Lisabona (în portugheză Gare Intermodal de Lisboa (GIL)) sau simplu, Gara Oriente (în portugheză Gare do Oriente), este unul din nodurile feroviare și rutiere cele mai importante din Lisabona, capitala Portugaliei. Proiectată de arhitectul și inginerul spaniol Santiago Calatrava, gara a fost inaugurată în 1998 pentru a deservi expoziția universală Expo'98 și, ulterior, freguesia Parque das Nações.

## Descriere

### Situare
Clădirea este situată în apropierea bulevardului Avenida D. João II, fiind construită de-a lungul bulevardului Avenida de Berlim și a străzii Rua Conselheiro Mariano de Carvalho. Gara a fost construită foarte aproape, la sud, de locul fostei halte Olivais (situată la pichetul feroviar PK 006.8), desființată și demolată în anii 1990 pentru a face loc noii stații.

### Descriere
Complexul feroviar Oriente include o stație a Metroului din Lisabona la primul nivel, un spațiu comercial și o autogară (atât pentru autobuzele locale cât și pentru cele de mediu și lung parcurs) la următoarele două niveluri, iar ultimele două niveluri sunt ocupate de stația feroviară propriu-zisă, deservită de trenuri suburbane, dar și de mediu și lung parcurs ale Căilor Ferate Portugheze.

### Linii și peroane
Conform Planului Director al Rețelei 2018, publicat de Infraestruturas de Portugal pe 9 decembrie 2016, Gara Oriente avea opt linii de circulație și compartimente utile între 521 m și 754 m, iar peroanele aveau o lungime egală de 297 m și o înălțime de 70 cm.

## Servicii

### Transport feroviar

#### Urbanos de Lisboa
| CP Urbanos de Lisboa | CP Urbanos de Lisboa                                                                                      |
| -------------------- | --- |
|                      | Sintra ↔ Oriente                                                                                          |
|                      | Sintra ↔ Alverca (excepto fins-de-semana e feriados)                                                      |
| Linha da Azambuja    | Alcântara - Terra ↔ Castanheira do Ribatejo (excepto fins-de-semana e feriados)                           |
| Linha da Azambuja    | Alcântara - Terra ↔ Azambuja (apenas primeiro e último comboio do dia, excepto fins-de-semana e feriados) |
| Linha da Azambuja    | Santa Apolónia ↔ Azambuja                                                                                 |

#### Gărideservite în zona metropolitană a Lisabonei
- Benfica
- Campolide
- Alcântara-Terra
- Rossio
- Sete Rios
- Entrecampos
- Roma Areeiro
- Marvila
- Santa Apolónia
- Braço de Prata
- Oriente

#### Regional
| CP Regional | CP Regional                                  |
| ----------- | -------------------------------------------- |
|             | Lisabona - Santa Apolónia ↔ Covilhã          |
|             | Lisabona - Santa Apolónia ↔ Tomar            |
|             | Lisabona - Santa Apolónia ↔ Entroncamento    |
|             | Lisabona - Santa Apolónia ↔ Porto - Campanhã |
|             | Lisabona - Santa Apolónia ↔ Castelo Branco   |

#### InterRegional
| InterRegional | InterRegional                                |
| ------------- | -------------------------------------------- |
|               | Lisabona - Santa Apolónia ↔ Tomar            |
|               | Lisabona - Santa Apolónia ↔ Entroncamento    |
|               | Lisabona - Santa Apolónia ↔ Porto - Campanhã |

#### Lung parcurs
| CP Longo Curso | CP Longo Curso                               |
| -------------- | -------------------------------------------- |
|                | Lisabona - Santa Apolónia ↔ Porto - Campanhã |
|                | Lisabona - Santa Apolónia ↔ Braga            |
|                | Lisabona - Santa Apolónia ↔ Guimarães        |
|                | Porto - Campanhã ↔ Faro                      |
|                | Lisabona - Oriente ↔ Évora                   |
|                | Lisabona - Oriente ↔ Faro                    |
|                | Lisabona - Santa Apolónia ↔ Porto - Campanhã |
|                | Lisabona - Santa Apolónia ↔ Braga            |
|                | Lisabona - Santa Apolónia ↔ Guimarães        |
|                | Lisabona - Santa Apolónia ↔ Guarda           |
|                | Lisabona - Santa Apolónia ↔ Covilhã          |

#### Internațional
| Internacional | Internacional                       |
| ------------- | ----------------------------------- |
|               | Lisabona - Santa Apolónia ↔ Hendaye |
|               | Lisabona - Santa Apolónia ↔ Madrid  |

#### Direcții deservite
| Gara precedentă                                                    | Comboios de Portugal | Comboios de Portugal              | Comboios de Portugal | Gara următoare                                                                       |
| ------------------------------------------------------------------ | -------------------- | --------------------------------- | -------------------- | ------------------------------------------------------------------------------------ |
| Braço de Prata Direcția Sintra                                     |                      | CP Lisboa Linha de Sintra         |                      | Moscavide Direcția Alverca1                                                          |
| Braço de Prata Direcția Sintra                                     |                      | Terminus                          |                      |                                                                                      |
| Braço de Prata Direcția Lisabona-Santa Apolónia / Alcântara-Terra1 |                      | CP Lisboa Linha da Azambuja       |                      | Moscavide Direcția Castanheira do Ribatejo1 / Azambuja                               |
| Lisabona-Santa Apolónia Terminus                                   |                      | CP Regional Linha do Norte        |                      | Póvoa Direcția Entroncamento / Tomar / Covilhã'/ Porto - Campanhã                    |
| Lisabona-Santa Apolónia Terminus                                   |                      | InterRegional Ramal de Tomar      |                      | Vila Franca de Xira Direcția Tomar                                                   |
| Sete Rios Direcția Faro / Évora                                    |                      | Intercidades Linha do Sul         |                      | Terminus                                                                             |
| Lisabona-Santa Apolónia Terminus                                   |                      | Intercidades Linha do Norte       |                      | Vila Franca de Xira Direcția Porto - Campanhã / Braga / Guimarães / Guarda / Covilhã |
| Entrecampos Direcția Faro                                          |                      | Alfa Pendular Linha do Norte      |                      | Santarém Direcția Porto - Campanhã / Guimarães / Braga                               |
| Lisabona-Santa Apolónia Terminus                                   |                      |                                   |                      | Santarém Direcția Porto - Campanhã / Guimarães / Braga                               |
| Lisabona-Santa Apolónia Terminus                                   |                      | Internacional Linha da Beira Alta |                      | Entroncamento Direcția Madrid-Chamartín / Hendaye                                    |

1Nu circulă în weekend și de sărbătorile legale

### Transport urban

#### Carris
- 26B Parque Nações Norte ⇄ Parque Nações Sul
- 208 Cais do Sodré ⇄ Gara Oriente (Interface)
- 210 Cais do Sodré ⇄ Prior Velho
- 705 Gara Oriente (Interface) ⇄ Roma-Areeiro
- 708 Martim Moniz ⇄ Parque das Nações Nord
- 725 Gara Oriente (Interface) ⇄ Prior Velho - Rua Maestro Lopes Graça
- 728 Restelo - Avenida das Descobertas ⇄ Portela - Avenida dos Descobrimentos
- 744 Marquês de Pombal ⇄ Moscavide (Qta. Laranjeiras)
- 750 Gara Oriente (Interface) ⇄ Algés
- 759 Restauradores ⇄ Gara Oriente (Interface)
- 782 Cais do Sodré ⇄ Praça José Queirós
- 794 Terreiro do Paço ⇄ Gara Oriente (Interface)

#### Rodoviária de Lisboa
- 301 Lisabona Gara Oriente (Interface) ⇄ Loures (Zona Comercial) via Hospital
- 305 Lisabona Gara Oriente (Interface) ⇄ Loures
- 308 Gara Oriente (Interface) circulação via Sacavém - Urbana
- 309 Lisabona Gara Oriente (Interface) ⇄ Cabeço da Aguieira
- 310 Lisabona Gara Oriente (Interface) ⇄ Charneca do Lumiar
- 316 Lisabona Gara Oriente (Interface) ⇄ Sta Iria de Azóia
- 317 Lisabona Gara Oriente (Interface) ⇄ Bairro da Covina
- 318 Lisabona Gara Oriente (Interface) ⇄ Portela de Azóia
- 330 Lisabona Gara Oriente (Interface) ⇄ Forte da Casa
- 750 Lisabona Gara Oriente (Interface) circulație via Bº Coroas și Unhos

#### Transportes Sul do Tejo
- 333 Lisabona Gara Oriente (Interface) ⇄ Vale da Amoreira
- 431 Lisabona Gara Oriente (Interface) ⇄ Montijo
- 432 Lisabona Gara Oriente (Interface) ⇄ Atalaia
- 435 Lisabona Gara Oriente (Interface) ⇄ Samouco (via Montijo)
- 437 Lisabona Gara Oriente (Interface) ⇄ Montijo (via São Francisco)
- 453 Lisabona Gara Oriente (Interface) ⇄ São Francisco (via Montijo)
- 562 Lisabona Gara Oriente (Interface) ⇄ Setúbal (via Ponte Vasco da Gama)
- 563 Lisabona (Praça de Espanha) ⇄ Setúbal (via Ponte Vasco da Gama și Pinhal Novo)
- 565 Lisabona Gara Oriente (Interface) ⇄ Palmela (via Ponte Vasco da Gama și Pinhal Novo)

#### Metroul din Lisabona
- Linia roșie: Oriente (São Sebastião ⇄ Aeroporto)

## Istoric

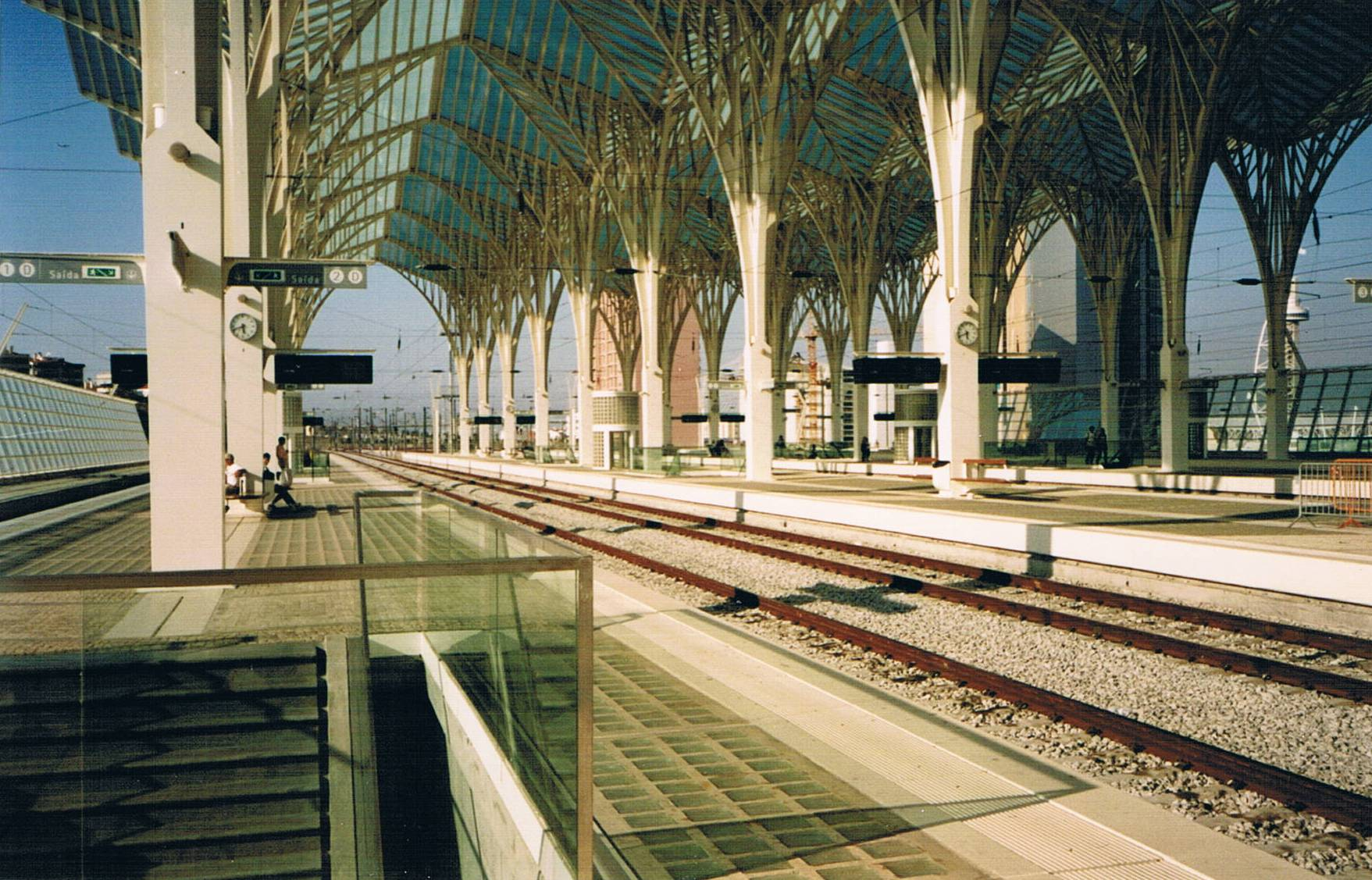
Gara Oriente în septembrie 1999.

O veche gară Oriente, situată pe Linia de Nord (în portugheză Linha do Norte) între Lisabona-Santa Apolónia și Carregado, a fost inaugurată pe 28 octombrie 1856.
La sfârșitul anilor 1980, Căile Ferate Portugheze și Regionala Feroviară Lisabona au lansat un amplu program de modernizare a Liniei de Nord și a rețelei feroviare suburbane a Lisaboanei, iar unul dintre obiectivele principale ale acestuia l-a constituit îmbunătățirea condițiilor de transport și confort în trenurile de pasageri prin reabilitarea și extinderea rețelei feroviare, instalarea unor echipamente noi de semnalizare și control al traficului, introducerea de nou material circulant, precum și construcția de noi noduri intermodale și dezvoltarea celor existente. Programul de modernizare prevedea extinderea la patru linii a Liniei de Nord, corecția unor trasee și construirea Gării Oriente, care urma să facă parte din complexul arhitectonic al Expoziției Universale din 1998. În 1990 a fost lansată o licitație pentru modernizarea echipamentelor de semnalizare ale Liniei de Nord, care a inclus instalarea afișajelor electronice în viitoarea Gară Oriente. În 1994 a fost lansată licitația internațională pentru proiectul Gării Oriente, câștigată de echipa arhitectului spaniol Santiago Calatrava, iar proiectul a fost elaborat între 1994 și 1995. Santiago Calatrava era deja un arhitect cu multă experiență în proiectarea gărilor, având în palmares mari astfel de proiecte finalizate la Lyon - Gara Saint-Exupéry și Zürich - Gara Stadelhofen, printre altele.
Construcția a fost demarată în perioada în care operatorul feroviar încă se numea „Caminhos de Ferro Portugueses” (în română Căile Ferate Portugheze) și a fost terminată după înființarea „Rede Ferroviária Nacional” (în română Rețeaua Feroviară Națională).
Gara Oriente a fost inaugurată pe 18 mai 1998, în cadrul Expoziției Universale din 1998.
În momentul intrării sale în exploatare, Gara Oriente era cel mai mare terminal intermodal din Portugalia. Construcția s-a remarcat prin designul său îndrăzneț și elegant și a primit Premiul Brunel pentru arhitectură feroviară pe 7 octombrie 1998, în categoria gărilor mari construite de la zero.
În 2003 a fost efectuată prima călătorie tehnică între Gara Oriente și Faro, folosind Podul 25 aprilie, iar cursele regulate au fost introduse în același an.

## Galerie de imagini

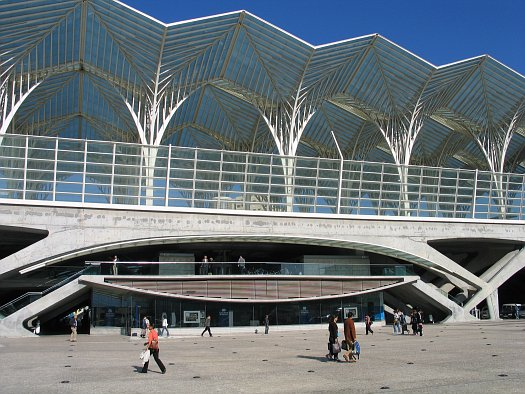
Intrare la nivelul străzii, fațada vestică.
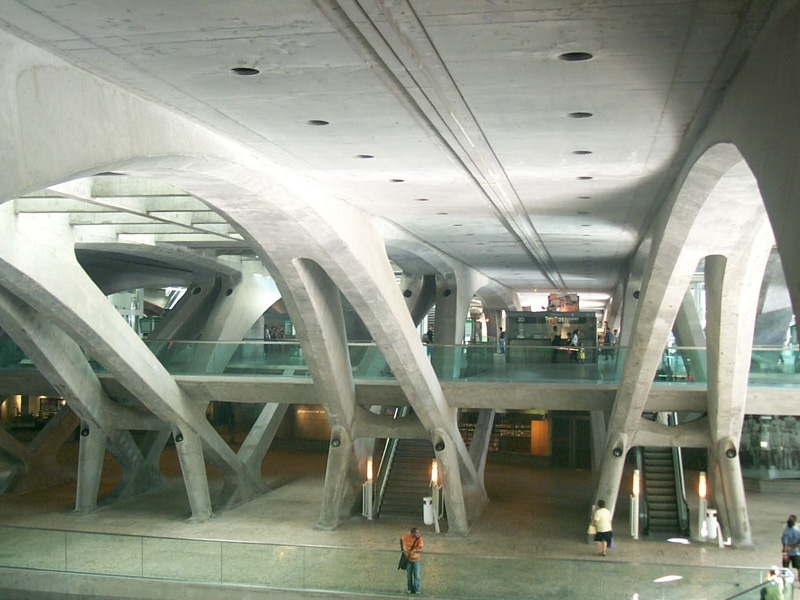
Vedere a nivelurilor intermediare.
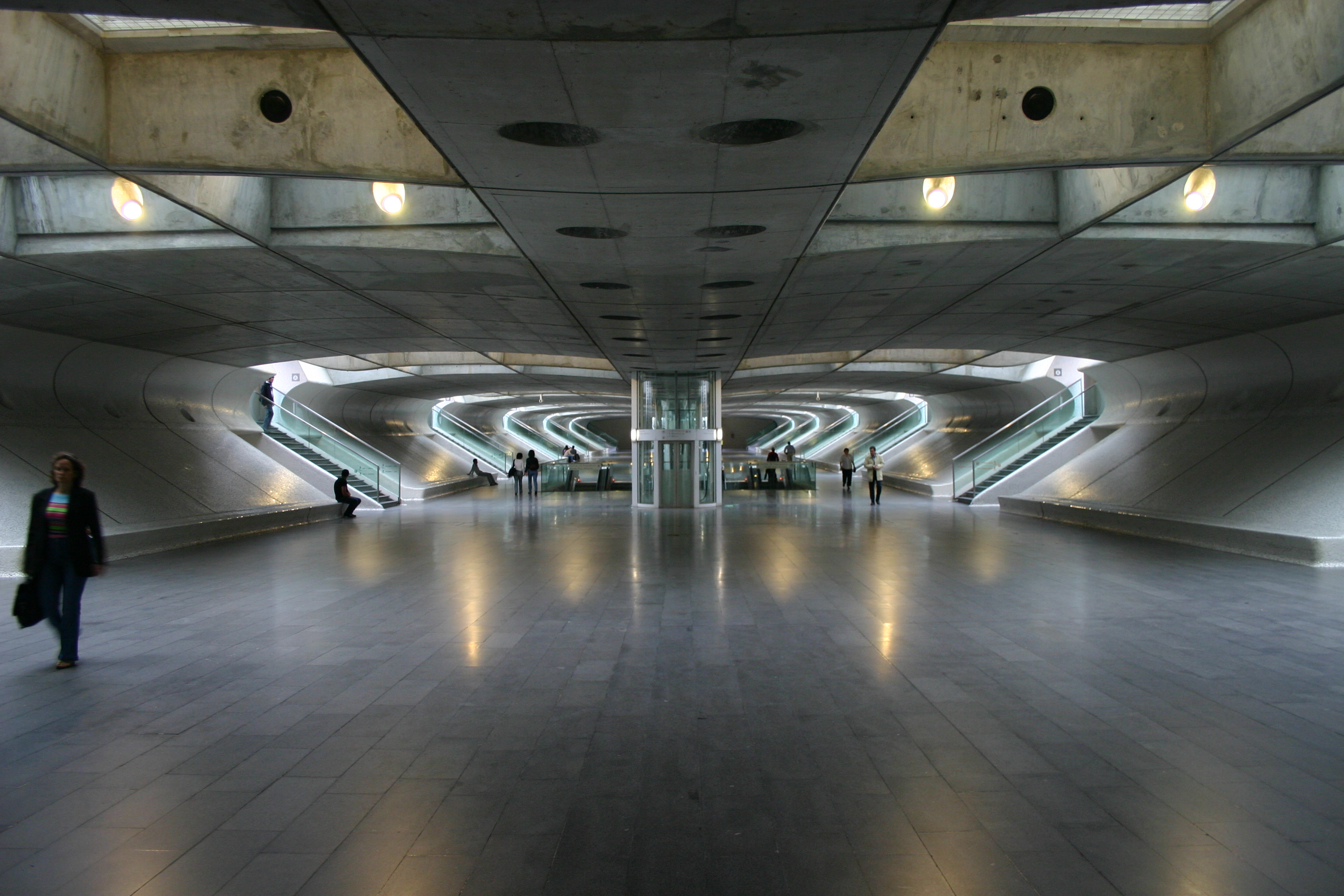
Tunel de acces către terminalul rutier.
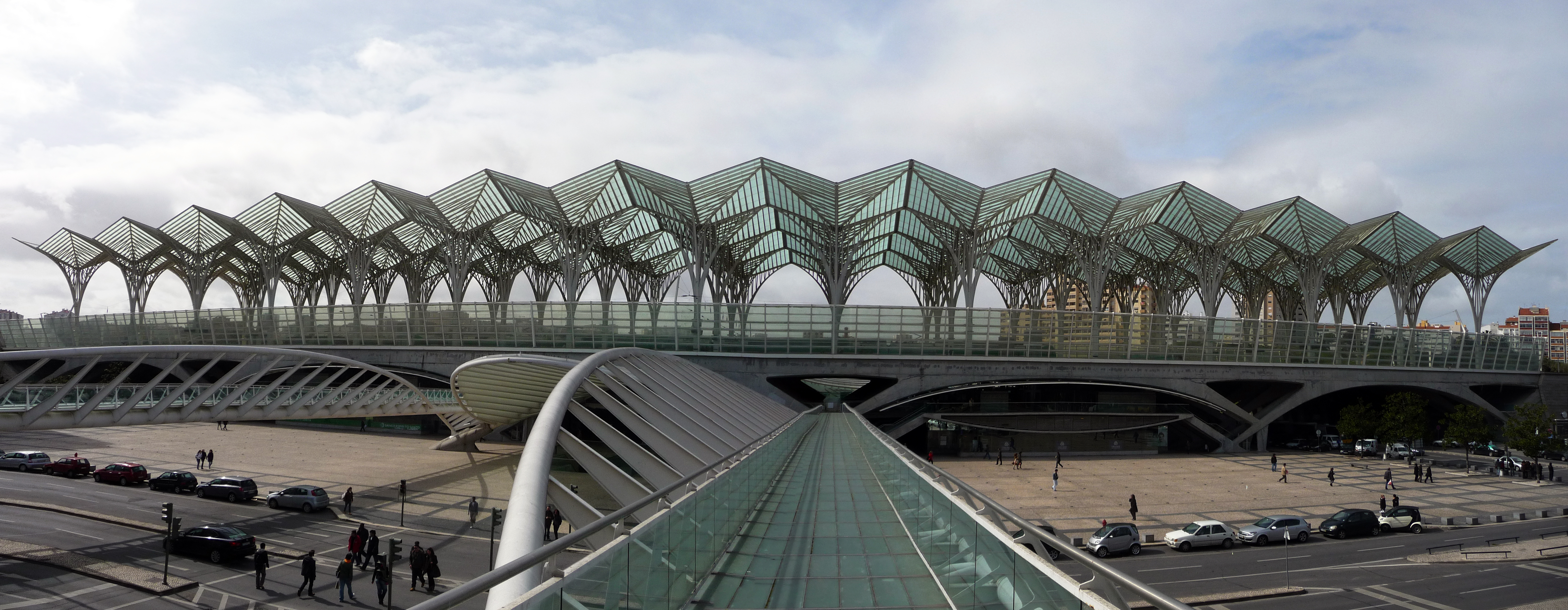
Vedere generală.
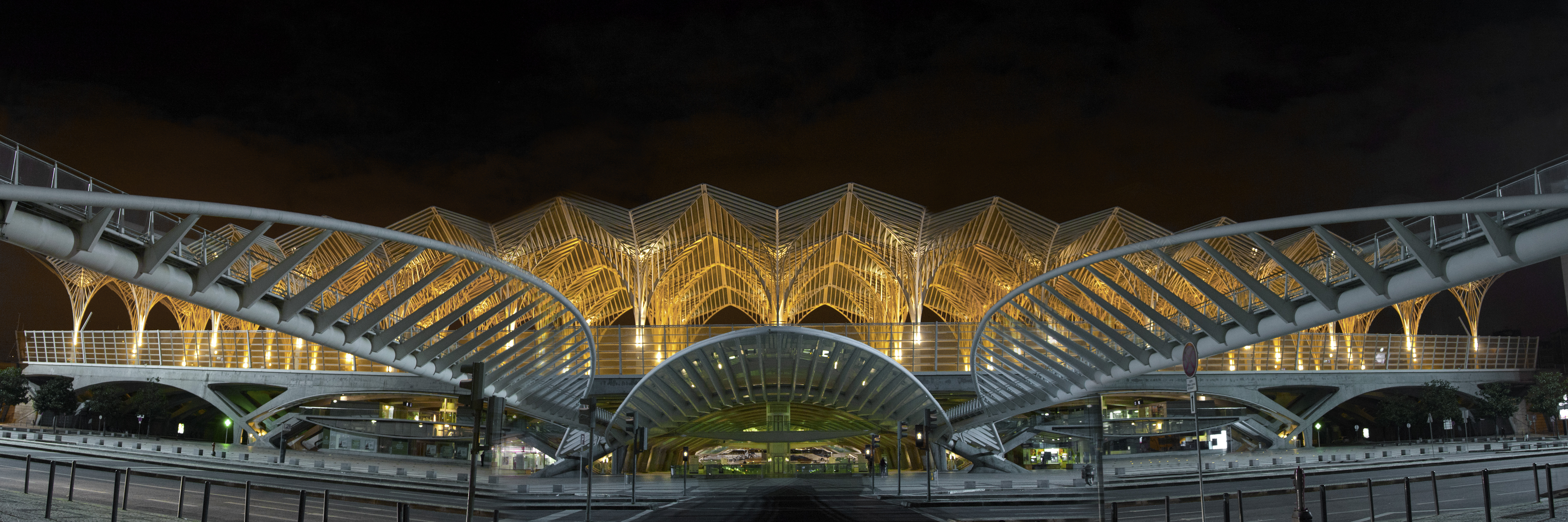
Vedere noturnă a intrării principale în gară.

## Lectură recomandată
- Vias de Ferro - A Gestão da Infra-estrutura Ferroviária em Portugal (în portugheză). Lisabona: Rede Ferroviária Nacional E. P. 2006.
- ANTUNES, J. A. Aranha;  et al. (2010). 1910-2010: O caminho de ferro em Portugal (în portugheză). Lisabona: CP-Comboios de Portugal e REFER - Rede Ferroviária Nacional. p. 233. ISBN 978-989-97035-0-6.
- JODIDIO, Philip (1998). Santiago Calatrava - Estacao do Oriente / Estacion de Oriente / Oriente Station (în spaniolă). Madrid: Centralibros Hispania - Edicion y Distribucion S. A. ISBN 978-9728418588.
- TZONIS, Alexander (1999). Santiago Calatrava: La Poética del Movimiento (în spaniolă). ISBN 9788817862288.
- TZONIS, Alexander (2007). Santiago Calatrava: Obra completa (în spaniolă). Madrid: Ediciones Polígrafa. ISBN 978-8434311510.